# Драконовая школа Белого Лотоса

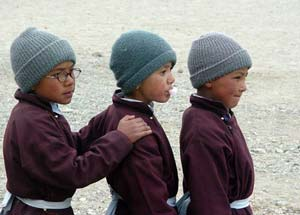
Дети во дворе школы после утренней поверки

Драконовая школа Белого Лотоса (англ. The Druk White Lotus School) — буддийская школа в Ше, Ладакх, на севере Индии.
Школа была основана по просьбе жителей Ладакха, которые хотели иметь школу, которая помогала бы сохранять их богатые культурные традиции, основанные на тибетском буддизме.
Здание школы было спроектировано фирмами Arup и Ove Arup & Partners, и объединило местные строительные традиции и материалы с передовыми технологиями, обеспечивающими безопасность в экстремальном климате.
В школе предоставляют разностороннее образование на английском языке и ладакхском. Детям из отдалённых районов Ладакха предоставляют жильё, а спонсорская поддержка гарантирует, что ученики из бедных семей не будут исключены. Школа финансируется на средства, привлечённые со всего мира, и находится в ведении Образовательного общества Друк Пема Карпо (англ. Druk Pema Karpo).
Школа строилась в несколько этапов. В сентябре 2001 года открылась детская группа, а в ноябре 2004 года — начальная школа.
О школе рассказывалось в документальном телесериале канала PBS Design e2, а также в рекламе компании Cisco Systems. В этой школе также были сняты несколько сцен для фильма «3 идиота».

## Основатель, покровители и сторонники

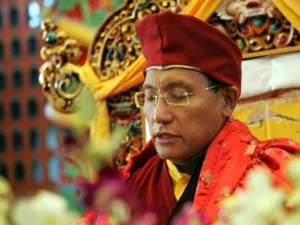
12-й Гьялванг Друкпа, духовный лидер Ладакха

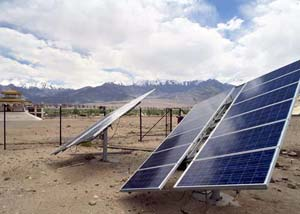
Солнечные батареи, обеспечивающие школу электричеством

Основатель
- Гьялванг Друкпа XII

Покровители
- Далай-лама XIV
- 2-й Тхуксей Ринпоче

Почётные покровители
- Джоанна Ламли
- Ричард Гир
- Вдовствующая графиня Коудор
- Виконт и виконтесса Коудрей

Сторонники
- The Yardbirds
- Донован